# Caupolicana weyrauchi
Caupolicana weyrauchi är en biart som beskrevs av Jesus Santiago Moure 1953. Caupolicana weyrauchi ingår i släktet Caupolicana och familjen korttungebin. Inga underarter finns listade.